# Haemulon melanurum
A Sapuruna (Haemulon melanurum) é uma espécie de peixe com nadadeiras raiadas da família Haemulidae encontrada no oceano Atlântico ocidental nas águas claras próximas aos recifes e corais.

## Distribuição geográfica
A Sapuruna está amplamente distribuída em águas tropicais do Oceano Atlântico oeste, ocorrendo do sudeste da Flórida ao nordeste do Brasil até o Sergipe, incluindo o Golfo do México e todo o Caribe.

## Morfologia
Os adultos da Sapurana (Haemulon melanurum) não possuem dimorfismo sexual, são uma espécie de coloração marcante, com corpo prateado, dorso e cauda pretos e listras amarelas estreitas, sendo a mais larga na região mediana lateral e com uma linha bronze na frente dos olhos. Os adultos  possuem uma ampla linha preta do início das nadadeiras dorsais até a ponta do lobo inferior da nadadeira caudal, incluindo a parte superior do pedúnculo caudal e ambos os lobos da cauda. A espécie pode atingir um comprimento de 43,5 centímetros, no entanto, os indivíduos encontrados, em geral, possuem um comprimento médio de 25 centímetros. O peso máximo publicado para a espécie é de 550 gramas.

## Ecologia
A sapuruna habita preferencialmente as águas tropicais cristalinas, de até 50 metros de profundidade, ao longo de recifes, corais, naufrágios e bancos de ervas marinhas adjacentes. É um peixe de cardume, ovíparo, que se alimenta de crustáceos. Durante a reprodução ocorre o pareamento distinto. H. melanurum tem grande importância ecológica e comercial no Brasil, visto que ocorre em grandes cardumes. A espécie faz parte da cadeia alimentar de outras espécies importantes como a cavala (Scomberomorus cavalla) e o bonito-pintado (Euthynnus alletteratus). Embora a espécie não esteja ameaçada, pode haver impactos de sobrepesca por populações localizadas. Também foi observada a predação de sapurunas pela espécie invasora Pterois volitans, conhecida popularmente por peixe-leão-vermelho.